# 성 베네딕도회 왜관수도원
성 베네딕도회 왜관 성 마오로 쁠라치도 수도원은 대한민국 경상북도 칠곡군 왜관읍 관문로 61에 있는 성 베네딕토회 오딜리아 연합회의 자치 수도원이다. 보통 성 베네딕도회 왜관 수도원 혹은 왜관 수도원이라고 부른다. 2014년 7월 기준으로 수도자 130여 명이 수도원에 속해 있다. 이 중 절반 정도인 70여 명이 왜관 수도원에 있고 나머지 수도자는 각 지방 분원이나 본당, 수녀원, 선교지에 파견되어 있다. 수도원 주보 성인은 성 마오로와 성 쁠라치도인데, 둘 다 성 베네딕토 제자다.

## 과거 사건
1909년 두 명의 베네딕도회 수도자가 독일의 상트오틸리엔(St. Ottilien) 수도원에서 서울로 파견되어 백동수도원에서 한국 수도생활을 시작했고, 일제 강점기 때에도 의욕 있게 북한 원산 인근 덕원수도원과 만주 연길 수도원을 중심으로 선교활동과 문화사업을 하였다. 한반도 북측 지역에 널리 자리를 잡고 활동을 하였는데 한국 전쟁을 전후하여 공산주의 정권에 희생당한다. 2009년 12월, 당시 희생된 성직자와 수도자를 대상으로 한 시복 소송을 시작하였다. 1952년 7월 6일 군사분계선 이북 지역에 있던 베네딕도회 덕원 수도원과 중국에 있던 베네딕도회 연길 수도원 수도자들이 월남하여 경상북도 왜관읍 현재 터에 수도원을 설립하였다.
2013년 기준으로, 대한민국 서울특별시, 대구광역시, 부산광역시, 경기도 남양주시, 전라남도 화순군, 아메리카합중국 뉴저지에 분원이나 수도원이 있다. 아메리카합중국 뉴저지 수도원은 원장좌 예속 수도원으로, 2002년 1월 25일에 왜관 수도원에서 인수하여 대한민국인 수도자 8명이 파견되어 있다. 남양주 성 요셉 수도원은 1998년 3월 19일에 원장좌 예속 수도원으로 승격되었고,  2014년 3월 19일에 원장좌 자치 수도원으로 승격되었다. 2006년 11월 1일에는 전라남도 화순군에 새로운 수도원을 설립하였다.

## 2007년, 화재 사건
2007년 4월 6일 오전 1시 30분경, 수도원 구관 건물에서 화재가 발생했다. 조속한 진압으로 인명 피해는 없었다. 단순 피해액은 1억여 원에 그치지만, 선배 수도자 유품인 개인 소장품, 성물, 서적, 사진, 앨범 같은 수도원사가 담긴 물품들 피해가 컸다. 이에 대한민국 천주교 내부에서 복구를 돕자는 여론이 일어나 많은 천주교인이 관심을 기울여서 2009년 8월 복구를 마쳤다.

## '기도하고 일하라(Ora et Labora)'
성 베네딕트회는 노동과 기도를 중시하기에 모든 수도자가 한 가지 이상 노동한다.
북한의 덕원 수도원 시절부터 출판업과 인쇄업에 종사했는데 현재 분도출판사를 직영한다. 해당 회사는 평신도 직원들과 수도자들이 함께 일을 한다. 그외 성당의 성물이나 가구를 제작하는 분도목공예사와 금속공예실을 운영하고 있으며, 양초 공예실이나 조각실, 스테인드글라스 작업실 등이 있다. 또한 인근의 논에서 친환경적인 방식으로 쌀농사를 짓고 있다. 성 베네딕트회에서 생산되는 세공품은 국외 공장에서 수입되는 성상이나 양초가 아닌 국내에서 수도자들이 손으로 직접 만든 물건이기에, 타사에서 판매되는 성물보다 가격이 비싸지만 품질은 좋은 편이다.

## 수도원의 일과
05:00 기상 (일요일 6시) 

05:20 독서의 기도, 아침기도 (일요일 6시 20분)

06:00 성서 묵상 

06:30 미사 (목요일 저녁 6시; 일요일 10:30 그레고리오 성가 미사) 

07:10 아침식사 

08:00 노동 

11:45 낮기도 

12:00 점심 식사 

13:00 노동 

17:30 성체조배 

18:00 저녁기도 

18:30 성서독서(렉시오 디비나) 

19:00 저녁식사 

19:30 저녁 공동 휴게 

20:00 끝기도

## 수도원 오르간
독일의 얀 오르간 회사(Jann Orgelbau)에 의해 2010년, 3단 건반 총 41 레기스터(아래 표에서 Koppel 및 Tremulant 제외)의 오르간이 설치되었다.
| Pedal | Manual Ⅰ (Hauptwerk) | Manual Ⅲ (Schwellwerk) | Manual Ⅱ (Positiv) |
| 1. Untersatz 32' 2. Principalbass 16' 3. Violon 16' 4. Octavbass 8' 5. Subbass 16' 6. Choralbass 4' 7. Flötenbass 8' 8. Trompete 8' 9. Posaune 16' 10. Ⅰ/P 11. Ⅱ/P 12. SuperⅢ/P 13. Ⅲ/P | 14. Principal 16' 15. Doppelgedeckt 8' 16. Principal 8' 17. Viola di Gamba 8' 18. Octave 4' 19. Hohflöte 4' 20. Octave 2' 21. Rohrflöte 4' 22. MixturⅣ 2' 23. CornettⅤ 8' 24. Trompete 8' 25. SuperⅢ/Ⅰ 26. Ⅲ/Ⅰ 27. P/Ⅰ 28. Ⅱ/Ⅰ | 29. Bourdon 16' 30. Vox coelestis 8' 31. Portunalflöte 8' 32. Salicional 8' 33. Traversflöte 4' 34. Fugara 4' 35. Piccolo 2' 36. Trompette harm. 8' 37. Harm.aeth. 2⅔' 38. Oboe 8' 39. Super Ⅲ 40. Glockenspiel 41. Sub Ⅲ 42. Tremulant | 43. Principal 8' 44. Holzgedeckt 8' 45. Octave 4' 46. Holzflöte 4' 47. Doublette 2' 48. Quinte 2⅔' 49. ScharffⅣ 1⅓' 50. Terz 1⅗' 51. Cromorne 8' 52. Largot 1⅓' 53. Ⅲ/Ⅱ 54. Glockenspiel 55. Tremulant |

## 같이 보기
- 분도출판사
- 박현동 아빠스
- 백동수도원
- 덕원수도원